# InRed
InRed（インレッド）とは、出版社宝島社が発行する30代がターゲットの女性誌。ファッション・美容・健康・料理など、おしゃれと暮らしのライフスタイル全般を発信する雑誌として毎月発行している。

## 概要
2003年2月に雑誌「SPRiNG」の姉版として創刊。毎月7日発売。「35歳、ヘルシーに！美しく！ 」をテーマに“大人のお洒落カジュアル”を軸に、ファッションや美容、ライフスタイル全般を網羅。時代に沿った今の30代にマッチした内容を掲載。
2014年にはファッション雑誌販売部数1位となる。
2023年3月から公式ウェブメディア「InRed web」を開設。『InRed web』では、30代女性のファッションや美容だけではなく、ライフステージの変化の多い世代ならではの、健康、お金、仕事、推し活などに関する情報も発信。お洒落で楽しい毎日に役に立つヒントを届けている。

## 過去の表紙女優
- 綾瀬はるか
- 石原さとみ
- 有村架純
- 吉岡里帆
- 吉高由里子
- 高畑充希
- 上戸彩
- 奈緒
- 新木優子
- 佐々木希
- 清野菜名
- 中村アン
- 杏
- 北川景子
- 森星
- 佐藤栞里
- 川口春奈
- 関ジャニ∞
- 田中みな実
- 菅野美穂
- 柴咲コウ
- 木村文乃
- 井川遥
- 篠原涼子
- 吉田羊
- 竹内結子

## 連載
- イガリシノブ「超接近メイク塾」
- 杉浦エイト「幸運を呼ぶ12星座占い」
- 藤島知子「クルマのある生活」
- 伊達なつめ「一押しステージ」
- 町山広美「レッド・ムービー、カモーン」
- 吉田可奈「It's　Culture Time! Music」
- 林綾野「30代女子に効くアートサプリ」
- 「大人女子の住まい」
- 美容連載「美ッションインポッシブル」
- InRed meets アスリート「戦うカレを応援したい♡」